# Тикоцкий, Михаил Евгеньевич
Михаил Евгеньевич Тикоцкий (20 февраля 1921, Бобруйск, БССР, СССР — 24 марта 2012) — белорусский лингвист, журналист, профессор.

## Биография
Михаил Евгеньевич Тикоцкий родился 20 февраля 1922 г. в Бобруйске в семье известного композитора Евгения Тикоцкого. В 1933 года семья переехала в Минск. В 1941 г. окончил среднюю школу. К 1943 году находился на временно оккупированной территории, а затем переправлен партизанами на самолете в Москву. Осенью 1943 г. призван в ряды Красной Армии, воевал на 1-м, 2-м и 3-м Белорусских фронтах. Летом 1944 года под Кобрином был ранен.
После демобилизации в 1946 году поступил на факультет журналистики БГУ имени В. И. Ленина, который закончил в 1950 г. Плодотворно работал какое-то время в редакциях газет «Советский крестьянин» и «Колхозная правда». Одновременно учился на заочной aспирантуре при кафедре теории и практики советской журналистики, a через три года успешно защитил кандидатскую диссертацию на тему «Публицистика Якуба Коласа».
С 1953 года работал на факультете журналистики сначала в качестве преподавателя, доцента кафедры теории и практики советской печати, а позже ее заведующим. В 1972 г. защитил докторскую диссертацию, а через год утвержден в научном звании профессора.

## Научная деятельность
Исследовал проблемы стилистики белорусского языка и стилистики газетных жанров, сделал первые попытки стилистической характеристики лексических и фразеологических средств белорусского языка с точки зрения иx практического использования в различных стилях и жанрах, разработал вопросы морфологической и cинтаксической стилистики.

## Награды
За научную и педагогическую деятельность награжден грамотами Верховного Совета БССР и Почетным знаком Министерства высшего образования СССР «За отличные успехи в работе», а в конце 1996 г. был удостоен высокой награды «Заслуженный работник образования Республики Беларусь». Так же награжден Орденом «Отечественной войны I степени» и двумя медалями «За отвагу».

## Основные труды
- Тикоцкий М. Е. Из истории белорусской журналистики. Минск, 1960.
- Тикоцкий М. Е. Стилистика белорусского языка. Минск, 1962.
- Тикоцкий М. Е. Практическая стилистика белорусского языка. Минск, 1965.
- Тикоцкий М. Е. Стилистика публицистического жанра. Минск, 1971.
- Тикоцкий М. Е. Проблемы языка и стиля публицистического произведения : автореферат диссертации на соискание ученой степени доктора филологических наук. Минск, 1972.
- Тикоцкий М. Е. Стилистика текста. Минск, 2002.